# V342 Большой Медведицы
V342 Большой Медведицы (лат. V342 Ursae Majoris) — двойная затменная переменная звезда типа W Большой Медведицы (EW) в созвездии Большой Медведицы на расстоянии приблизительно 2236 световых лет (около 686 парсеков) от Солнца. Видимая звёздная величина звезды — от +14,11m до +13,69m. Орбитальный период — около 0,3439 суток (8,2525 часов).